# هجوم تنظيم الدولة الإسلامية على حماة 2023
قُتل 36 من جامعي الكمأة في البادية بالقرب من حماة في محافظة حماة، سوريا، في 16 أبريل 2023، عندما تعرضت مجموعتهم لهجوم من قبل مسلحي تنظيم الدولة الإسلامية (داعش). وبحسب ما ورد كان سبعة عشر من القتلى أيضاً من مقاتلي قوات الدفاع الوطني الموالية للنظام. وفي نفس اليوم، أطلق مسلحو داعش النار على مجموعة من الرعاة بالقرب من دير الزور، مما أسفر عن مقتل خمسة رعاة و250 رأساً من الأغنام.

## خلفية
يعتبر جمع الكمأة نشاطاً شائعاً في العديد من أنحاء سوريا بسبب قيمة الكمأة؛ حيث يمكن أن يصل سعر الكيلوغرام الواحد إلى 25 دولاراً أمريكياً، وهو ما يزيد عن متوسط الأجر الشهري في ذلك البلد. استهدف مسلحو داعش جامعي الكمأة باضطراد في 2023، حيث أسفرت الهجمات عن ارتفاع أعداد القتلى على وجه الخصوص. هاجم مسلحو داعش مجموعة من جامعي الكمأة في السخنة بمحافظة حمص في 17 فبراير 2023، مما أسفر عن مقتل 61 جامعاً للكمأة و7 جنود. بعدها بستة أيام في 23 فبراير، قتل مسلحو داعش 15 جامعاً للكمأة واختطفوا 40 آخرين في محافظة حماة. أسفرت الهجمات على جامعي الكمأة منذ فبراير 2023 عن مقتل أكثر من 150 شخصاً.

## الهجوم
قُتل 36 شخصاً خلال الهجوم في البادية بالقرب من حماة بمحافظة حماة. كان 17 من جامعي الكمأة القتلى من مقاتلي قوات الدفاع الوطني الموالية للنظام. كما هاجم مسلحو داعش، في هجوم منفصل في نفس اليوم، مجموعة من الرعاة بإطلاق النار. ووفقاً للمرصد السوري لحقوق الإنسان، قُتل خمسة رعاة واختُطف راعيان آخران. كما قُتل 250 رأساً من الأغنام وسُرقت الماشية المتبقية.